# Wieland Herold

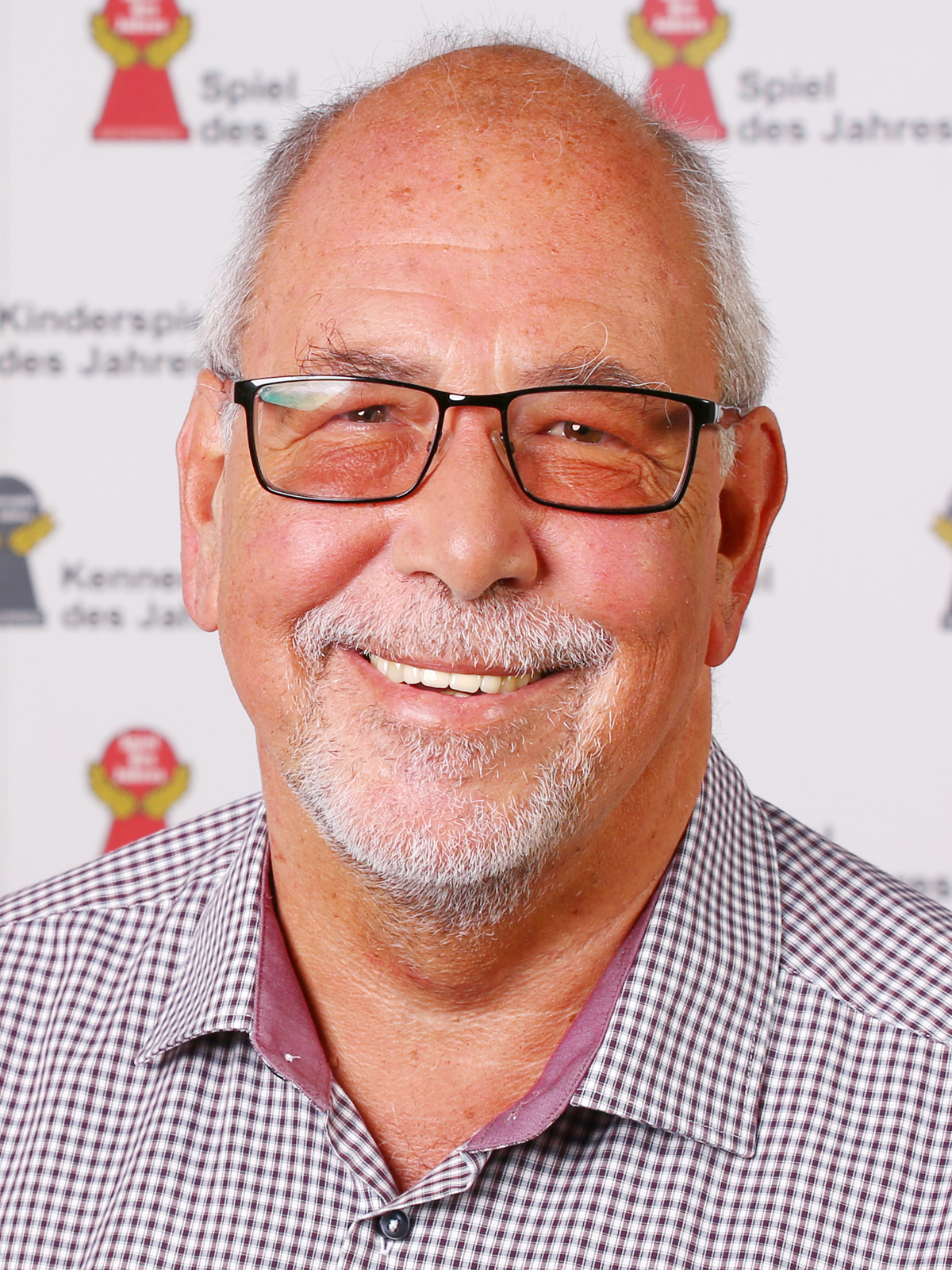
Wieland Herold (2019)

Wieland Herold (* 1950; † 21. April 2022) war ein deutscher Lehrer, Spielexperte und Spielekritiker. Er war Mitgründer des Göttinger Spieleautorentreffens und von 1995 bis 2019 Mitglied der Jury für das Spiel des Jahres.

## Leben
Wieland Herold studierte Deutsch und Geschichte an der Universität Göttingen und kam nach eigenen Angaben während des Studiums um 1975 durch den Kauf mehrerer 3M-Spiele wie TwixT, Speed Curcuit und Acquire dazu, sich eingehender mit Gesellschaftsspielen zu beschäftigen. In seiner Kindheit in den 1950er und 1960er Jahren hatte er vor allem Kartenspiele wie Canasta und Doppelkopf sowie Brettspiele wie Malefiz, Monopoly, Öl für uns alle und Risiko gespielt. 1984 gründete er an seiner Schule eine Spiele-AG mit Spielenachmittagen und baute eine Ludothek auf, zudem nahm er mit der Gruppe mehrmals an den Deutschen Brettspielmeisterschaften teil und gründete die eigene Zeitschrift Alea. 1988 begann er damit, Spielekritiken im Göttinger Tageblatt zu veröffentlichen und ab 1992 etablierte er eine Spielerubrik in der Alfelder Zeitung. Danach folgten Veröffentlichungen in Spielefachzeitschriften wie der spielbox und der Spielerei, 1993 veröffentlichte er zudem gemeinsam mit seiner Frau Cordula das Fachbuch Tolle Spiele – selbst gemacht mit Spielen zum Nachbauen. Für die spielbox schrieb er bis kurz vor seinem Tod Rezensionen zu Brettspielen.
Gemeinsam mit dem Spieleautor und -verleger Reinhold Wittig konzipierte Herold die Zeitschrift Spiel & Autor als Fachzeitschrift für Spieleautoren und betreute diese gemeinsam mit seiner Frau herausgebrachte Zeitschrift ab 1989 redaktionell. Zudem war er Mitorganisator des Göttinger Spieleautorentreffens und seit 1992 wurde er mehrfach in die Fachjury des Hippodice-Autorenwettbewerb des Hippodice Spieleclub e. V. eingeladen. Von 1995 bis 2019 war er Mitglied der Spiel des Jahres-Jury und wählte jährlich das Spiel des Jahres und zeitweise auch das Kinderspiel und das Kennerspiel des Jahres mit aus. Anschließend gehörte er dem Spiel des Jahres e. V. als beratendes Mitglied an. 2019 wurde er mit dem Göttinger Spatz, der im Rahmen des dortigen Autorentreffens vergeben wird, für seine Verdienste um das Kulturgut Spiel ausgezeichnet.
1998 wurde Herold Schulleiter am Neuen Gymnasium in Oldenburg und blieb dort bis zu seiner Pensionierung im Jahr 2013. Er war verheiratet mit Cordula Herold und Vater von vier Kindern. Seit 2015 schrieb er zudem Online-Rezensionen auf seinem Blog „Mit 80 Spielen durch das Jahr“. In den Jahren vor seinem Tod litt Herold an Leukämie, er starb am 21. April 2022.

## Belege
1. ↑  Trauer um Wieland Herold. In: Spiel des Jahres. 24. April 2022, abgerufen am 24. April 2022 (deutsch).
2. 1 2  Zwei neue Jury-Mitglieder: Wieland Herold / Helmut Wresnik. spielbox 4/94, 1994; S. 11–12.
3. 1 2 3  Edwin Ruschitzka: Wieland Herold (* 1950 / † 2022) In: spielbox 3/2022, S. 4–5.
4. 1 2 3  Wieland Herold (Memento vom 29. Januar 2019 im Internet Archive)
5. ↑  Spielekritiker erhält Göttinger Spatz. Göttinger Tageblatt, 7. Juni 2019.
6. ↑  Abschied für Schulleiter. Nordwest-Zeitung, 27. Juni 2013; abgerufen am 23. September 2018.